# Elecciones de México de 2019
Las elecciones de México de 2019 son el conjunto de elecciones coordinadas por el Instituto Nacional Electoral (INE) y los Organismos Públicos Locales de Elecciones (OPLE) para renovar diversos cargos en seis entidades federativas de ese país en el año 2019. Este año no se realiza ninguna elección federal.
Se eligieron los siguientes cargos de elección popular:
- 1 gobernador. Titulares del poder ejecutivo de sus respectivas entidades. Electos para un periodo de seis años, no reelegibles en ningún caso.
- 86 diputados locales. Miembros de los congresos unicamerales de las treinta y dos entidades del país. Su número varía en cada entidad por motivos poblacionales y el método de elección directa o indirecta también varía en cada uno. Electos para un periodo de tres años, reelegibles por periodos diferentes según cada entidad.
- 55 ayuntamientos. Cabildos de los municipios en los que conforman los estados. Integrado por un presidente municipal, uno o dos síndicos y regidores. Electos para un periodo de tres años, reelegibles hasta por un periodo inmediato.

Adicionalmente, hubo elecciones extraordinarias para los siguientes cargos:
- 1 gobernador. Titulares del poder ejecutivo de sus respectivas entidades. Electo para un periodo de cinco años y cuatro meses, finalizando el periodo ordinario de seis años.
- 5 ayuntamientos. Cabildos de los municipios en los que conforman los estados. Integrado por un presidente municipal, uno o dos síndicos y regidores. Electos para finalizar un periodo de tres años, reelegibles hasta por un periodo inmediato.

## Elecciones locales
El 2 de junio de 2019, 6 de las 32 entidades federativas tienen elección a alguno de sus poderes estatales o municipales.

### Elecciones a gobernador
Solo una entidad tiene un proceso electoral ordinaria para elegir gobernador:
- Baja California

### Elecciones a congresos locales
En tres de las treinta y dos entidades federativas renuevan su congreso local:
- Baja California
- Quintana Roo
- Tamaulipas

### Elecciones municipales
En tres de las treinta y dos entidades federativas renovaron sus gobierno municipales o alcaldías. Las entidades con este tipo de elección fueron:
- Aguascalientes
- Baja California
- Durango

## Elecciones extraordinarias

### Elección a Gobernador de Puebla
El 1 de julio de 2018 se realizó la elección a Gobernador de Puebla para iniciar un nuevo periodo al vencer el gobierno de José Antonio Gali Fayad. Después de un extenso proceso electoral con múltiples impugnaciones y sentencias de los tribunales electorales, el Tribunal Electoral del Poder Judicial de la Federación validó la elección y declaró ganadora a Martha Érika Alonso de la coalición "Por Puebla al Frente" integrada por los partidos Acción Nacional, de la Revolución Democrática, Movimiento Ciudadano, Pacto Social de Integración y Compromiso por Puebla.
Martha Érika Alonso rinde protesta como gobernadora el 14 de diciembre de 2018, sin embargo diez después pierde la vida en un accidente aéreo donde también fallece su esposo el exgobernador Rafael Moreno Valle Rosas, entonces senador de la república. Ante dicho suceso, el Congreso del Estado de Puebla nombra como gobernador interino al priista Guillermo Pacheco Pulido y se convoca a elecciones extraordinarias para elegir al Gobernador sustituto que debe terminar el mandato para el cual había sido elegida Martha Érika Alonso. Las elecciones extraordinarias se convocaron para el 2 de junio de 2019 empatándola con el resto de los procesos electorales ordinarios.
Los partidos que se habían formado coalición encabezada por el Partido Acción Nacional postularon a Enrique Cárdenas Sánchez como su candidato; el Movimiento de Regeneración Nacional hizo alianza con el Partido Verde Ecologista de México y el Partido del Trabajo y postularon de nueva cuenta a Miguel Barbosa Huerta, quien había obtenido el segundo lugar en la elección ordinaria; el Partido Revolucionario Institucional también modificó su candidato y postuló a Alberto Jiménez Merino.

### Elecciones municipales de Puebla
El 1 de julio de 2018 se realizaron las elecciones municipales de los 217 ayuntamientos del estado, sin embargo cinco de ellas fueron anuladas por el Tribunal Electoral del Poder Judicial de la Federación por el alto número de irregularidades: Ahuazotepec, Cañada Morelos, Mazapiltepec de Juárez, Ocoyucan y Tepeojuma. La elección se empató con las elecciones ordinarias de 2019.